# Cigaritis modestus
Cigaritis modestus is een vlinder uit de familie van de Lycaenidae. De wetenschappelijke naam van de soort is voor het eerst gepubliceerd in 1891 door Roland Trimen.

## Verspreiding
De soort komt voor in Congo-Kinshasa, Angola en Zambia.

## Ondersoorten
- Cigaritis modestus modestus (Trimen, 1891)
- Cigaritis modestus heathi (d’Abrera, 1980)